# Oakland Growth and Berkeley Guidance Studies
Die Oakland Growth Study und die Berkeley Guidance Study sind zwei pionierhafte Langzeitstudien, mit denen die kindliche Entwicklung erforscht wurde. Beide Studien wurden von Glen Elder analysiert. Dieser interessierte sich für die Auswirkungen der Armut auf die kindliche Entwicklung. Er zog das Fazit, dass Armut sowohl negative als auch positive Konsequenzen haben kann. Dabei überwiegen – speziell in der Mittelschicht – oft die positiven Konsequenzen.

## Die Studien im Einzelnen
- Die Oakland-Growth-Study wurde von Harold Jones und Herbert Stolz geleitet. Es wurden 167 Kinder der Geburtsjahrgänge 1920–1921 untersucht. Deren Lebensweg wurde bis 1980–1981 untersucht. Dabei wurden unter anderem qualitative Interviews, Fragebögen und Gesundheits-Checks genutzt.[2]
- Die Berkeley Guidance Study wurde von Jean Macfarlane geleitet. Es wurden 248 Kinder der Geburtsjahrgänge 1928–1929 untersucht. 214 davon waren am Ende des Zweiten Weltkrieges noch im Sample. Bis 1946 wurden jährlich Daten erhoben. Dann endete die jährliche Datenerhebung. Es gab jedoch zwei Follow-Ups 1959–1960 und 1969.

## Ergebnisse
Glen Elder postulierte aufgrund dieser beiden Studien fünf paradigmatische Prinzipien, die er in seiner „Life-Course-Theory“ zusammenfasste:
1. Das Prinzip der lebenslangen Veränderung: Menschen hören mit dem Erreichen des Erwachsenenalters nicht auf sich zu verändern. Vielmehr passen sie sich auch im Erwachsenenalter an neue Gegebenheiten an und ergreifen Möglichkeiten.
2. Das Prinzip von Zeit und Raum: Menschen sind immer Kinder ihrer Zeit und ihres Landes. Einige Menschen werden geboren, wenn Hunger und Armut herrschen (wie die Kinder aus diesen beiden Studien), andere, wenn Krieg ist, noch andere haben andere Schwierigkeiten. Menschen haben jedoch eine hervorragende Eigenschaft: Sie passen sich den Umständen an und machen das Beste daraus. So überwinden sie letztlich die Benachteiligungen, die ihnen im Leben zuteilwerden. Diese menschliche Fähigkeit nicht aufzugeben, welche sich in Zeiten der Not bemerkbar macht, wird als Resilienz bezeichnet.
3. Das Prinzip des Timing. Es ist für die kindliche Entwicklung interessant, wann im Leben sie ein Unglück trifft. Kinder, die 1920–1921 geboren wurden, reagierten anders auf die Große Depression als Kinder, die 1928–1929 geboren wurden.
4. Das Prinzip der verbundenen Leben: Menschen leben nicht für sich allein, sondern stehen vielmehr in Beziehungen zu anderen Menschen. Sie beeinflussen sich gegenseitig.
5. Das Prinzip der menschlichen Entscheidungen: Menschen bestimmen ihren eigenen Lebenslauf. Ihre Entscheidungen und Handlungen tragen dazu bei, was aus ihrem Leben wird. Sie unterliegen dabei jedoch gewissen Einschränkungen, etwa durch geschichtliche und soziale Umstände.

## Ergebnisse im Einzelnen

### Auswirkungen der Verarmung auf die Bildungschancen und die beruflichen Chancen
Elder interessierte sich für die Auswirkungen der Verarmung auf die Chancen, Bildung zu erlangen und einen angesehenen Beruf zu ergreifen.
Tabelle I
|                                                | niemals arm | unterhalb des Existenzminimums aufgewachsen |
| ---------------------------------------------- | ----------- | ------------------------------------------- |
| Erreichen eines Universitätsabschlusses        | 61 %        | 60 %                                        |
| Berufsstatus im Jahre 1958 (1=hoch, 7=niedrig) | 2,5         | 2,2                                         |

Tabelle I zeigt die Einflüsse der Armut auf Jungen aus der Mittelschicht. Wie sich zeigt, hatte die Armut eigentlich keine negativen Einflüsse. Sie waren 1958 beruflich sogar etwas erfolgreicher als Jungen aus nie verarmten Familien.
Tabelle II
|                                                | niemals arm | unterhalb des Existenzminimums aufgewachsen |
| ---------------------------------------------- | ----------- | ------------------------------------------- |
| Erreichen eines Universitätsabschlusses        | 50 %        | 43 %                                        |
| Berufsstatus im Jahre 1958 (1=hoch, 7=niedrig) | 2,8         | 3,1                                         |

Tabelle II zeigt die Auswirkungen der Armut auf Jungen der (oberen Schicht der) Arbeiterklasse. Hier kann man deutlich die negativen Auswirkungen der Armut sehen. Die Kinder aus verarmten Familien erreichen seltener als die aus nicht verarmten Familien einen Universitätsabschluss, und ihr Berufsstatus ist etwas niedriger. Doch andererseits: Auch unter diesen Kindern gibt es sehr viele Sozialaufsteiger. Keiner der Eltern dieser Arbeiterkinder hat studiert, trotzdem erreichen selbst in der verarmten Gruppe 43 % der Kinder einen Studienabschluss. Die Studien fanden in Kalifornien statt. Das, was wir hier sehen, ist eine kalifornische Besonderheit. An anderen Plätzen wurden Arbeiterkinder (egal ob verarmt oder nicht) meistens wieder Arbeiter. Warum das so ist, soll später erklärt werden.

### Auswirkungen auf die Intelligenz
Es konnten weder bei den Arbeiterjungen noch bei den Mittelschichtjungen signifikante negative Auswirkungen auf die Intelligenz festgestellt werden. Die in der folgenden Tabelle dargestellten Ergebnisse wurden mit dem Stanford-Binet ermittelt.
|                             | niemals arm | unterhalb des Existenzminimums aufgewachsen |
| --------------------------- | ----------- | ------------------------------------------- |
| IQ von Arbeiterjungen       | 109.5       | 113.1                                       |
| IQ von Mittelschichtsjungen | 118.5       | 115.9                                       |

## Vor- und Nachteile der Studien
Die Studien sind Pionier-Studien, sie gehören zu den ersten zu diesem Thema, außerdem zu den teuersten, umfangreichsten und bestdokumentierten. Sie wurden von der Universität Berkeley in Kalifornien durchgeführt und in vielen Publikationen zitiert. Es nahm eine für Langzeitstudien ungewöhnlich große Zahl von Kindern an den Studien teil.
Diese Studien bergen jedoch auch einige Nachteile – vor allem, wenn es um die Erforschung von Armut geht. Die Stichprobe ist nicht so repräsentativ, wie sie sein sollte. In beiden Studien sind Angehörige der Mittelschicht extrem überrepräsentiert.
- Bei der Berkeley Guidance Study kamen 2/3 der Kinder aus Mittelschichtsfamilien. Die meisten der Kinder waren weiß und protestantisch.[9]
- Bei der Oakland Growth Study kamen sogar 3/4 der Kinder aus Mittelschichtfamilien. In dieser Studie gab es sogar nur weiße Kinder und auch hier waren die meisten Kinder protestantisch. Die Arbeiterkinder, die in dieser Studie untersucht wurden, kamen fast alle aus der oberen Schicht der Arbeiterklasse. Kinder aus der Unterschicht kamen nicht vor.[2]

So wurden also Kinder untersucht, die trotz Verarmung in anderer Hinsicht privilegiert waren.